# Ličje
Ličje (cyr. Личје) – wieś w Serbii, w okręgu niszawskim, w gminie Gadžin Han. W 2011 roku liczyła 269 mieszkańców.